# Luật Jante
Luật Jante (tiếng Đan Mạch: janteloven) là một bộ quy tắc ứng xử được biết đến ở các nước Bắc Âu, miêu tả những việc làm khác thường, tham vọng cá nhân quá mức, hoặc không tuân thủ, là không xứng đáng và không phù hợp.
Các thái độ lần đầu tiên được hình thành dưới dạng mười quy tắc của Luật Jante bởi tác giả người Đanh Mạch-Na Uy Aksel Sandemose, trong cuốn tiểu thuyết châm biếm A Fugitive Crosses His Tracks (En flyktning krysser sitt spor, 1933), nhưng chính thái độ đó sẽ là cũ hơn. Cuốn tiểu thuyết của ông miêu tả thị trấn nhỏ hư cấu của Jante Đan Mạch, mà ông mô phỏng theo thị trấn quê hương Nykøbing Mors vào những năm 1930, tiêu biểu cho tất cả các thị trấn và cộng đồng nhỏ, nơi không ai là người vô danh. 
Được sử dụng chung trong bài phát biểu thông tục ở các nước Bắc Âu như một thuật ngữ xã hội học để biểu thị thái độ hạ thấp cá nhân và thành công, thuật ngữ này đề cập đến một tâm lý làm giảm nỗ lực cá nhân và tập trung vào những người cố gắng nổi bật trong khi đồng thời chê bai những người cố gắng nổi bật như người thành đạt cá nhân.

## Nội dung
10 điều luật Jante:
1. Bạn đừng nghĩ mình đặc biệt
2. Đừng nghĩ mình tốt hơn người khác.
3. Đừng nghĩ rằng bạn thông minh hơn người khác.
4. Đừng tưởng tượng về bản thân tốt hơn mọi người.
5. Đừng nghĩ rằng bạn biết nhiều hơn người khác.
6. Đừng nghĩ rằng bạn quan trọng hơn người khác.
7. Đừng nghĩ mình đã giỏi bất cứ thứ gì.
8. Đừng cười nhạo người khác.
9. Đừng nghĩ rằng tất cả mọi người cần quan tâm đến bạn.
10. Đừng cho rằng bạn có thể dạy bảo người khác.